# Аджич, Благое
Благое Аджич (серб. Благоје Аџић; 2 сентября 1932, Придворица, Гацко — 1 марта 2012, Белград) — югославский военный деятель, последний начальник Генерального штаба СФРЮ (в 1992). Один из ключевых участников распада Югославии.

## Биография
Благое Аджич родился 2 сентября 1932 года в селе Придворица близ Гацко (Герцеговина). В конце 1941 года его семья была убита усташами. В 1953 году он завершил Школу офицеров связи, в 1956 году — Школу иностранных языков ЮНА, в 1969 году — Высшую военную академию им. Фрунзе, в 1973 году — Военную школу ЮНА, а в 1987 году — Школу общенародной защиты.
Первым подразделением, которое он возглавил, стал взвод в Гвардии. Затем он командовал ротой 166-го гвардейского полка, 1-м и 3-м пехотными батальонами 4-го пролетарского пехотного полка, 168-й пехотной бригадой, 25-й и 26-й пехотными дивизиями, 52-м корпусом. Также он занимал должности помощника начальника дивизии по вопросам разведки, начальника штаба 16-го пехотного полка, начальника штаба и заместителя командующего 41-й пехотной дивизии, начальника штаба и заместителя командующего 52 корпуса, начальника штаба и заместителя командующего 7-й армии (1986—1987), а также заместителя начальника Генштаба Вооруженных сил СФРЮ (1989). С 27 февраля по 8 мая 1992 года занимал пост союзного секретаря по вопросам обороны.
Чин генерал-майора получил в 1982 году, генерал-подполковника — в 1987 году, чин генерал-полковника досрочно в 1989 году.
1 марта 2012 года генерал Аджич скончался в Белграде.

## Ордена и награды
- Югославия Орден за военные заслуги с большой звездой
- Югославия Орден народной армии с золотой звездой
- Югославия Орден за военные заслуги с золотыми мечами